# Joe Pyne
Joe Pyne (22 septembre 1924 - 23 mars 1970) est animateur de radio et de télévision. Il est un hôte de talk-show et pionnier des interview conflictuelles dans lesquelles l'hôte soutient un point de vue et discute avec les invités et les membres du public. Il a été une influence pour d'autres grands animateurs de talk-shows tels que Bill O'Reilly, Glenn Beck, Wally George (en), Alan Burke (en), Chris Matthews, Morton Downey, Jr., Bob Grant et Michael Savage.

## Biographie
Joseph Pyne naît à Chester, Pennsylvanie. Son père, Edward Pyne, est maçon et sa mère, Catherine, est femme au foyer. Pyne est diplômé de Chester High School (en) en 1942 et s'enrôle ensuite dans le United States Marine Corps. Il participe aux combats dans le Pacifique Sud, où il obtient trois service stars. En 1943, lors d'un bombardement japonais, il est blessé au genou gauche et reçoit un Purple Heart à la suite de ses blessures. En 1955, il perd la partie inférieure de sa jambe en raison d'une forme rare de cancer et aura pour le reste de sa vie une jambe en bois.

## Radio
Il quitte les Marines à la fin de la Seconde Guerre mondiale et fréquente une école d'art dramatique locale pour corriger un trouble de la parole. Pendant ses études là-bas, il a décide d'essayer la radio. Il travaille brièvement à Lumberton, Caroline du Nord, avant d'être embauché dans une nouvelle station, WPWA (en), à Brookhaven, en Pennsylvanie .Cependant, il se dispute avec le propriétaire et est viré. Il obtient ensuite un emploi à la station de radio WILM (AM) à Wilmington, Delaware. Il déménage ensuite à WVCH, puis part après un an et demi. Il déménage à Kenosha, Wisconsin, où est embauché chez WLIP, propriété de William Lipman (d'où l'indicatif radio).
Après six mois d'hébergement de programmes inoffensifs tels que Meet Your Neighbour dans diverses épiceries, il démissionne et travaille ensuite dans plusieurs stations d'Atlantic City, New Jersey[réf. nécessaire].

## Radio libre
Pyne se lasse peu à peu d'être un disc-jockey faisant des commentaires sur la politique et l'actualité. Il développe son personnage à l'antenne en tant qu'hôte opiniâtre sachant tout sur tout. Il dira plus tard aux journalistes qu'il a d'abord expérimenté la ce type d'émissions pendant son séjour à Kenosha. De retour à WILM, il lance une nouvelle émission au format unique pour l'époque : It's Your Nickel, (référence au fait qu'un appel d'un téléphone public coûte cinq cents).
Dans cette émission, Pyne exprime ses opinions sur divers sujets. Les auditeurs appellent alors pour poser des questions, donner leur propre opinion ou soulever de nouveaux sujets. Au début, Pyne ne met pas les appelants en direct et paraphrase leurs messages. Cependant, les auditeurs prennent une part grandissante jusqu'à constituer le cœur de l'émission. Pyne devient célèbre ses disputes avec ceux avec qui il n'était pas d'accord ; l'une de ses insultes marquantes était "Go gargle with razor blades" («Va te gargariser avec des lames de rasoir»).

## Télévision
Au début des années 50, la télévision remplace peu à peu la radio en tant que principal média américain. En 1954, Pyne passe à la télévision avec The Joe Pyne Show, diffusé par WDEL-TV à Wilmington. Il animé ensuite un talk-show télévisé sur WVUE qui reçoit des critiques positives.
À la fin des années 1950, la presse noire locale le soutient car il invite régulièrement des journalistes noirs (du Philadelphia Tribune notamment) à son émission pour discuter de questions sociales. Il continue ce programme jusqu'à la fin de 1959 pour aller à Los Angeles.
En 1965, lors des émeutes de Watts à Los Angeles, Pyne interview un militant noir dans son émission de télévision. À un moment donné, Pyne ouvre son manteau pour révéler qu'il portait une arme de poing. Son invité fait de même. La station suspend Pyne pendant une semaine à la suite de cet incident, ce qui a conduit la Commission fédérale des communications à envisager de retirer la licence de sa chaîne, KTTV,.
À l'apogée de sa renommée, il gagne 200 000 $ par an. Au début de chaque émission, il est présenté par un annonceur comme "l'adorable, mais opiniâtre Joe Pyne !" 
En 1966, NBC  confie à Pyne un jeu télévisé, Showdown. Son trait distinctif était que les candidats qui répondaient de façon incorrecte à une question tombaient de leur chaise sur le sol. Cette émission ne dure que trois mois et est ensuite remplacée par The Hollywood Squares.

## Prises de positions et controverses
Pyne se prononce publiquement contre la discrimination raciale et soutient la guerre du Viêt Nam. Il ridiculise les hippies, les homosexuels et les féministes. Bien que généralement conservateur, Pyne se prononce en faveur des syndicats. Sa tendance à l'insulte offense la plupart des critiques, qui le qualifient de «scandaleux» ou de «belliqueux».
Dans ses émissions de télévision, il invite des invités controversés tels qu'Anton Szandor LaVey, Sam Sloan (en) ou encore des membres du Ku Klux Klan, du parti nazi américain et des partisans du meurtrier Charles Manson. Pyne fait valoir que cela est éducatif, car cela expose ces groupes violents aux yeux du public
Une confrontation notoire lors d'une de ses émissions télévisées implique l'invité Paul Krassner, alors rédacteur en chef de The Realist. À la suite d'échanges animés, Pyne fait des remarques insultantes sur les cicatrices d'acné de son invité. Instantanément, Krassner réplique en demandant à Pyne si sa jambe de bois lui cause des difficultés à avoir des relations sexuelles avec sa femme,. Aucune vidéo de cet incident n'a cependant survécu. Aussi, Krassner insiste sur le fait que cela s'est produit, mais a été retiré de l'émission.
Un échange similaire aussi célèbre a lieu avec Frank Zappa : Pyne ayant dit  "Je suppose que vos cheveux longs font de vous une femme", Zappa répondit "Donc, je suppose que votre jambe de bois fait de vous une table.",.

## Films
Dans Unkissed Bride (en), une comédie de 1966, Pyne apparaît dans son propre rôle en animant son émission de radio.

## Mort
Pyne développe un cancer du poumon du fait de son importante consommation de cigarettes. Il meurt le 23 mars 1970 à Los Angeles, à l'âge de 45 ans et est incinéré. Il laisse dans le deuil sa cinquième épouse, Britt Larsen Pyne, leur fille Claudia et ses autres enfants, Cathee, Ed et Sheila.